# Philus
Philus is een geslacht van kevers uit de familie Vesperidae. De wetenschappelijke naam van het geslacht werd in 1853 gepubliceerd door Saunders.

## Soorten
Philus omvat de volgende soorten:
- Philus antennatus (Gyllenhal, 1817)
- Philus costatus Gahan, 1893
- Philus curticollis Pic, 1930
- Philus globulicollis Thomson, 1861
- Philus longipennis Pic, 1930
- Philus lumawigi Hüdepohl, 1990
- Philus neimeng Wang, 2003
- Philus ophthalmicus Pascoe, 1886
- Philus pallescens Bates, 1866
- Philus rufescens Pascoe, 1866